# Hornswoggle
 (octobre 2021).
Hornswoggle, de son vrai nom Dylan Mark Postl, (né le 29 mai 1986 à Oshkosh dans le Wisconsin), est un catcheur (lutteur professionnel) et un manager de catch américain. Il est notamment connu pour son travail à la World Wrestling Entertainment (WWE) de 2006 à 2016.

## Jeunesse
Postl est atteint d'achondroplasie, une forme de nanisme et vit à Oshkosh. Il est un fan de catch notamment de l'Ultimate Warrior.

## Carrière

### Circuit indépendant (2004-2006)
Avant d'entrer à la World Wrestling Entertainment, Postl apparaît à la South Shore Wrestling sous le nom de Shortstack ou The World's Sexiest Midget où il remporte le SSW Tag Team Championship avec Devin Diamond en 2006. À la même période, il travaille également à la NWA Wisconsin, où il remporte le NWA Wisconsin X Division Championship en 2005.

### World Wrestling Entertainment (2006-2016)

#### Débuts et WWE Cruiserweight Champion (2006-2009)

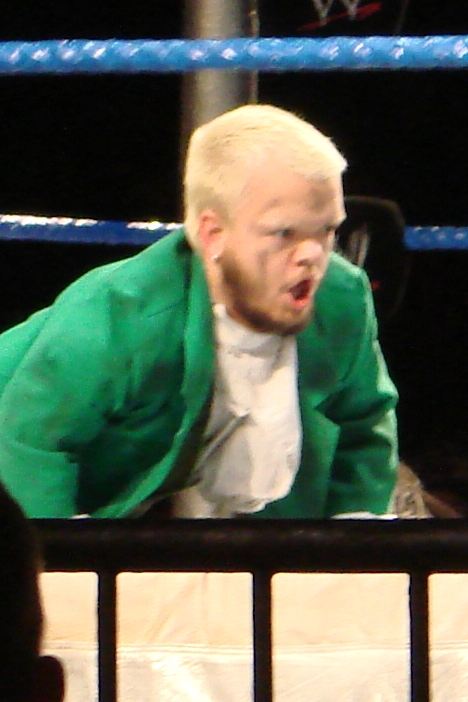

À 3 jours de ses 20 ans, il commence sa carrière le 26 mai 2006 en tant que Little Bastard, en entamant une rivalité avec Finlay. Il fait ensuite partie de la King Booker's Court d'août à décembre 2006[réf. nécessaire].
En 2007, alors Hornswoggle, il remporte le titre WWE Cruiserweight Championship dans un Open Challenge Cruiserweight title match à The Great American Bash 2007 face à Jamie Noble.
Le 10 septembre 2007 à RAW, une annonce est faite, il est présenté comme le fils illégitime du président Mr. McMahon. La semaine suivant Unforgiven 2007, il émet le souhait d'être drafté à RAW. Pour cela, il laisse son titre vacant pour se libérer et être à WWE Raw où il joue le rôle de bouffon puis il retourne à Smackdown avec Finlay[réf. nécessaire].

#### Rivalité avec Chavo Guerrero et alliance avec DX (2009-2010)

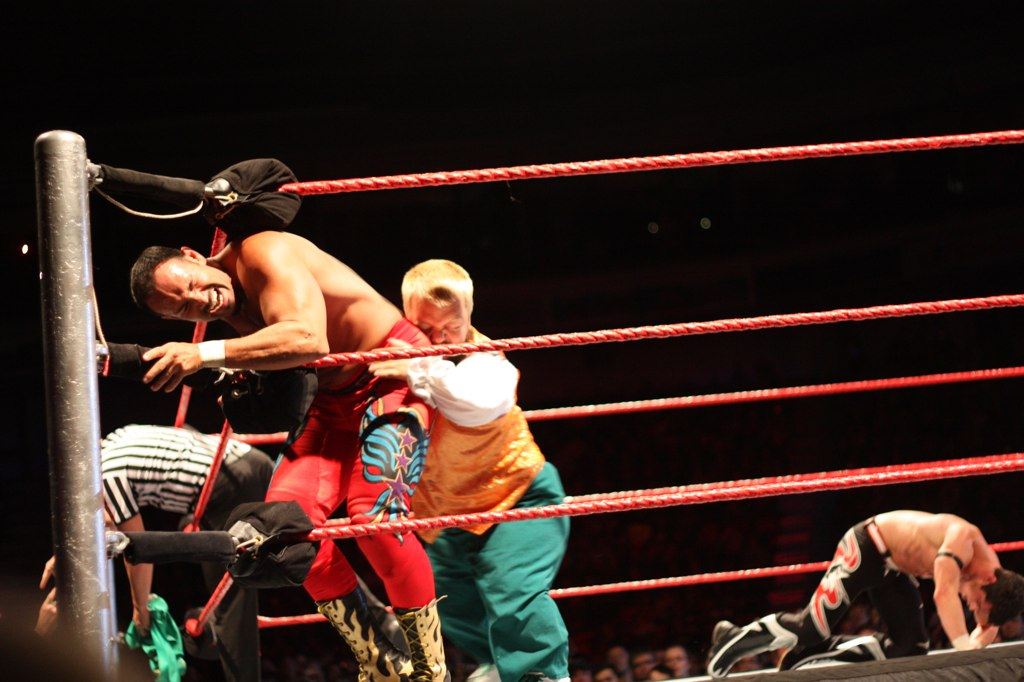
Hornswoggle pendant sa rivalité avec Chavo Guerrero

Il est drafté à Raw, et laisse Finlay à l'ECW (qui sera drafté à SmackDown le 29 juin). En juillet, il entame une rivalité avec Chavo Guerrero et gagne tous ses matchs contre lui. Lors du RAW du 21 décembre, il devient la nouvelle mascotte officielle de D-Generation X. Lui et DX battent Show-Miz et The Flame lors du Raw du 18 janvier 2010.La DX s'étant ensuite séparée après le départ de Shawn Michaels, il apparaît beaucoup avec les invités (guest hosts) en leur faisant des blagues, portant toujours le tee-shirt de la DX. Le 12 avril, il sauve Santino Marella à RAW qui avait avalé son sifflet en lui faisant son Frog Splash.
Lors du draft 2010 à RAW, il gagne contre Dolph Ziggler par décompte extérieur.

#### SmackDown (2010-2011)
Lors du draft supplémentaire, il est drafté à SmackDown.
Lors du Peep Show du 21 mai 2010 à SmackDown, Christian et lui se font attaquer par Vickie et Chavo Guerrero. À la fin, Chavo porte le fameux Frog splash sur Christian. Lors du WWE SmackDown du 28 mai, il gagne avec Christian contre Dolph Ziggler et Chavo Guerrero, et entame une rivalité contre eux. Lors du Raw du 7 juin, il perd avec The Great Khali contre la Hart Dynasty. Plus tard à SmackDown, il bat le Swagger's Soaring Eagle, l'aigle mascotte de Jack Swagger, avec qui il avait entamé une petite rivalité qui se conclut par cette rencontre. Lors du Royal Rumble 2011 il fait équipe avec John Cena pendant le Royal Rumble Match. Il utilise l'Attitude Adjustement de John Cena. Ce dernier aide Hornswoggle à éliminer Tyson Kidd, mais il se fait éliminer plus tard par Sheamus, à qui il avait asséné un mini Sweet Chin Music dans le genou.

#### NXT Redemption (2011-2012)
Il est le pro de Titus O'Neil lors de la 5e saison de NXT. Lors de WrestleMania XXVII, il parle pour la première fois pour faire un rap à Snoop Dogg. Lors de NXT, son rookie Titus O'Neil affronte deux fois de suite Darren Young, le rookie de Chavo Guerrero. Lors de WWE NXT il bat Darren Young. Il voulut demander AJ en mariage mais une rookie l'en empêcha. Il fait une apparition lors du Smackdown du 22 septembre 2011 aux côtés de son rookie.
Lors du SmackDown spécial Noël du 29 novembre, il remporte la bataille royale par miracle : s'étant caché sous le ring tout le long du combat, il revient alors qu'il ne reste plus que Sheamus et élimine ce dernier par ruse. Il obtient donc le droit de demander quelque chose au Père Noël, et se voit accorder la capacité de parler. Lors du Smackdown du 6 janvier 2012, il bat Heath Slater dans un Over-the-Top Rope Challenge. À la fin du match Heath Slater l'attaque mais Justin Gabriel vient en aide à Hornswoggle. Lors du Spécial SmackDown! Roulette du 20 janvier, il devait affronter Cody Rhodes mais sera finalement remplacé par Justin Gabriel, match que ce dernier perdra. Lors du SmackDown du 27 janvier, il bat Heath Slater et Cody Rhodes avec Justin Gabriel. Il perd contre Drew McIntyre lors du Smackdown du 9 mars. Lors de WrestleMania XXVIII, il est la mascotte de l'équipe de Theodore Long contre celle de John Laurinaitis, mais cette dernière gagne.

#### Diverses alliances (2012-2014)

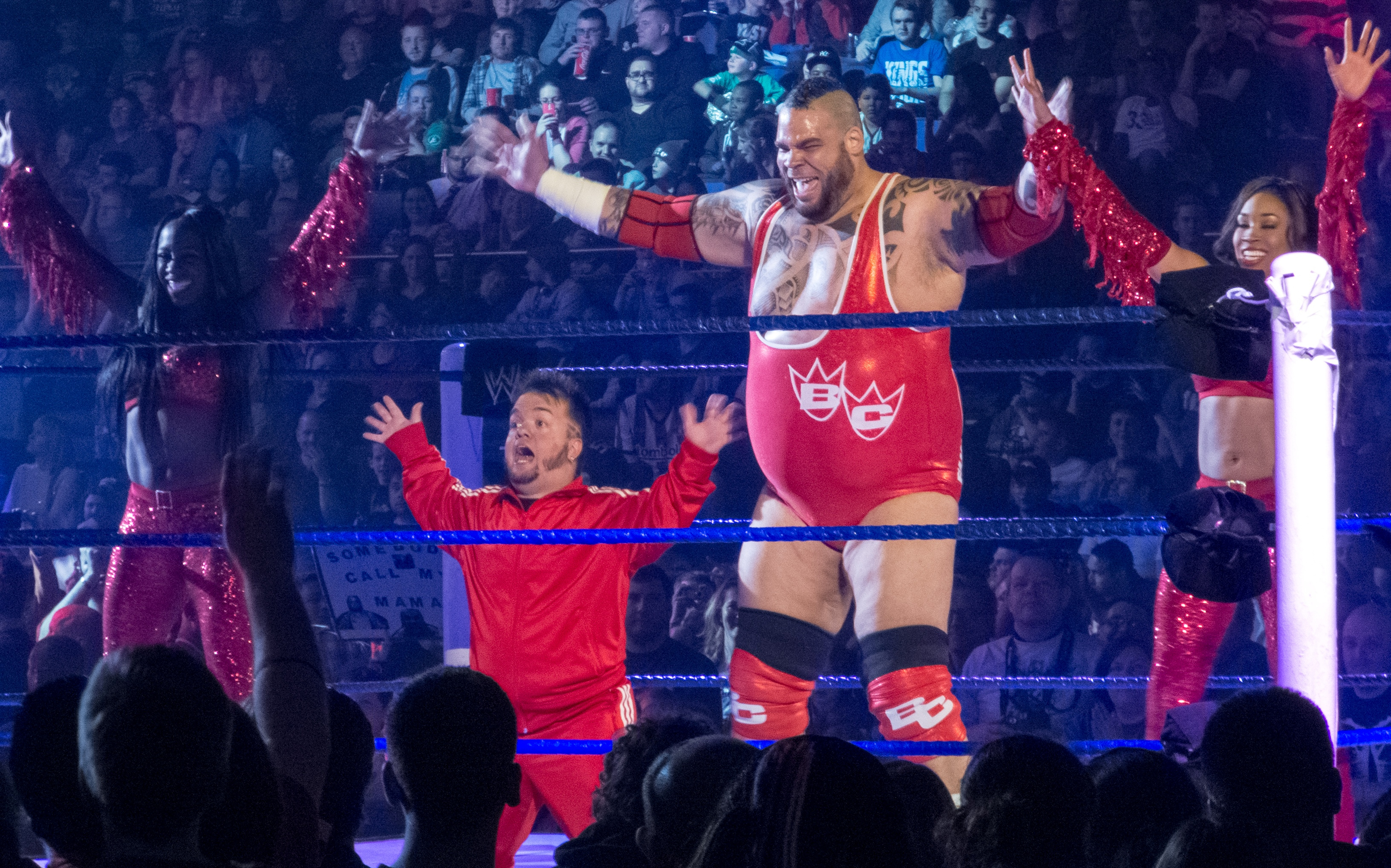
Hornswoggle dance avec Brodus Clay, Cameron et Naomi.

Lors du Smackdown du 20 avril, Brodus Clay interrompt son entrée pour présenter au public son « petit frère », qui n'est autre que Hornswoggle habillé exactement comme Clay. Lors du Raw du 23 avril, lui et Brodus battent Dolph Ziggler et Jack Swagger par disqualification, à la suite de l'intervention de Vickie Guerrero. Lors d'Extreme Rules (2012), il accompagne Brodus Clay qui gagne son match contre Dolph Ziggler. Lors du Raw SuperShow du 9 juillet 2012, il est révélé être le General Manager anonyme du show du 9 juillet 2012. Après la révélation, il donne des coups de pied à Jerry Lawler, Santino Marella et Michael Cole mais il n'effectue pas de Heel Turn car durant la 1000e de Raw, il distribue avec Santino Marella des peluches aux fans.
Lors du Raw du 19 novembre, il accompagne The Great Khali pendant son match contre Primo et Epico et arrose Rosa Mendes avec un bouquet de fleurs.
Il a été inactif du 20 novembre 2013 au 17 mars 2014.
Il effectue son retour lors de RAW du 17 mars 2014 en accompagnant Sheamus lors de son combat face à Titus O'Neil. Lors de SmackDown du 18 avril, on apprend qu'il s'allie avec les 3MB. Dans la même soirée, il perd face à El Torito.
Lors de Extreme Rules, il perd face à El Torito. Lors de Payback, il perd face à El Torito.
À la suite des départs de la fédération en juin 2014 de Drew McIntyre et de Jinder Mahal, Horsnwoggle quitte les 3MB, car le groupe est logiquement dissout.
Il apparaît en juillet 2014 au côté d'Adam Rose et des Rosebuds (fan club de ce dernier) pendant les entrées du catcheur.

#### Renvoi de la World Wrestling Entertainment (2016)
Le 6 mai 2016, la WWE annonce sur Internet le renvoi de l'ancien champion Cruiserweight.[réf. nécessaire]

### Total Nonstop Action Wrestling (2016-2017)
Le 1er novembre 2016, il participe au match Tag Team Apocalypto, où il fait équipe avec Rockstar Spud pour pouvoir gagner les titres par équipe de la TNA. Ce match sera remporté par The Broken Hardys.
Le 5 janvier 2017, il bat Rockstar Spud. Le 6 janvier, il fait équipe avec Robbie E pour combattre Aron Rex et Rockstar Spud, mais ils perdent le match. Le 30 mai, il participe au Sony Six Invitational Gauntlet Match. Ce match sera gagné par Mahabali Shera. Le 31 mai, il bat Rockstar Spud dans un Street Fight.

### Retour à la World Wrestling Entertainment (2018)
Le 27 avril 2018 lors du WWE Greatest Royal Rumble, il effectue un retour d'un soir, il entre en 12e position dans le Royal Rumble match mais se fait éliminer par Tony Nese.

### Retour à Impact (2019; 2020-...)
Il fait son retour à IMPACT lors de Bound for Glory en participant au Call Your Shot Gauntlet et il se éliminer par Eddie Edwards.
Il revient l'année suivante, le 24 octobre 2020 lors de Bound for Glory 2020, toujours en participant au Call Your Shot Gauntlet et il se éliminer par Brian Myers. Lors de l'épisode d'Impact du 27 octobre, Swoggle intervient dans le match opposant Tommy Dreamer à Brian Myers, aidant Dreamer à remporter le match. Le 14 novembre lors de Turning Point, il perd contre Brian Myers.
Le 24 novembre à Impact, il fait son entrée en tant que « AJ Swoggle », parodiant AJ Styles, accompagné de Karl Anderson, il bat Ethan Page à la suite d'un roll-up.

### All Elite Wrestling (2020)
Le 17 novembre 2020, Swoggle effectue un caméo lors du voyage à Las Vegas du Inner Circle.

## Palmarès
- AIW

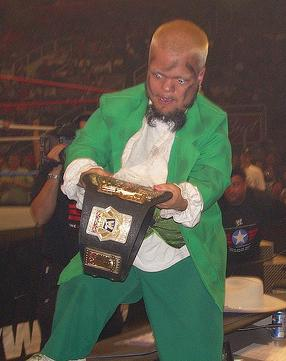
Hornswoggle, lorsqu'il était le champion poids lourds-légers de la WWE

  - 1 fois AIW Tag Team Champion avec PB Smooth (en)
- Dramatic Dream Team
  - 2 fois Ironman Heavymetalweight Championship[10],[11]

- NWA Wisconsin
  - 1 fois NWA Wisconsin X Division Champion (Shortstack)[4]

- Pro Wrestling Illustrated
  - PWI Rookie of the Year en 2008[2]

- South Shore Wrestling
  - 1 fois Champion par équipes de la SSW avec Devin Diamond[1]

- World Wrestling Entertainment
  - 1 fois champion poids lourds-légers de la WWE (1 fois et dernier champion)[12]

## Récompenses des magazines
- Pro Wrestling Illustrated

| Année | 2021 |
| ----- | ---- |
| Rang  | 494  |

## Filmographie
En 2014, Dylan Postl devient acteur pour le film d'horreur Leprechaun: Origins, il remplace l'acteur Warwick Davis pour le rôle du leprechaun.